# The Final Cut (2004)
The Final Cut is een sciencefiction-thriller uit 2004 zowel geschreven als geregisseerd door Omar Naim. Op het Filmfestival van Berlijn 2004 werd hij hiervoor genomineerd voor de Gouden Beer en op het Filmfestival van Sitges 2004 voor de prijs voor beste film. De filmmuziek is van Bryan Tyler.

## Verhaal
In de toekomst kan bij de geboorte worden gekozen voor een chip in de hersenen die alles opneemt wat iemand in zijn leven beleeft. Als er iemand dood gaat kan een cutter daaruit een film samenstellen die wordt gedraaid op de begrafenis.
Alan Hakman (Robin Williams) is de beste cutter. Wanneer een hoge zakenman overlijdt, wordt hem gevraagd de film over diens leven samen te stellen. De zakenman begaf zich niettemin niet compleet op het rechte pad en Hakman krijgt daardoor beelden te zien die hij eigenlijk niet had mogen zien. Omdat meerdere mensen de chip willen bemachtigen, komt Hakman in gevaar.

## Rolverdeling
| Acteur                 | Personage              |
| ---------------------- | ---------------------- |
| Robin Williams         | Alan Hakman            |
| Mira Sorvino           | Delila                 |
| Jim Caviezel           | Fletcher               |
| Mimi Kuzyk             | Thelma                 |
| Stephanie Romanov      | Jennifer Bannister     |
| Thom Bishops           | Hasan                  |
| Genevieve Buechner     | Isabel Bannister       |
| Brendan Fletcher       | Michael                |
| Joely Collins          | Legz the Tattoo Artist |
| Michael St. John Smith | Charles Bannister      |
| Christopher Britton    | Jason Monroe           |